# Arrondissement de Mansfeld-Harz-du-Sud
L'arrondissement de Mansfeld-Harz-du-Sud est un arrondissement (« Landkreis » en allemand) de Saxe-Anhalt (Allemagne). Cette région au pied oriental du Hartz possédait d'importantes mines de cuivre qui ont fait sa prospérité à la Renaissance. Son chef lieu est Sangerhausen. Le sud-est de l’arrondissement comporte un bassin sédimentaire dit « dépression d'Eisleben ».

## Villes, communes et communautés d'administration
(nombre d'habitants au 31 décembre 2015)
Einheitsgemeinden
1. Allstedt, ville (7 985)
2. Arnstein, ville (6 831)
3. Gerbstedt, ville (7 462)
4. Hettstedt, ville (14 533)
5. Lutherstadt Eisleben, ville (24 198)
6. Mansfeld, ville (9 089)
7. Sangerhausen, ville (27 752)
8. Seegebiet Mansfelder Land (9 132)
9. Südharz (9 649)

Verbandsgemeinden avec leurs communes membres
(* siège de la Verbandsgemeinde)
| 1. Verbandsgemeinde Goldene Aue 1. Berga (1 738) 2. Brücken-Hackpfüffel (1 015) 3. Edersleben (1 006) 4. Kelbra (Kyffhäuser), ville * (3 453) 5. Wallhausen (2 530) | 2. Verbandsgemeinde Mansfelder Grund-Helbra 1. Ahlsdorf (1 583) 2. Benndorf (2 117) 3. Blankenheim (1 222) 4. Bornstedt (820) 5. Helbra * (4 080) 6. Hergisdorf (1 592) 7. Klostermansfeld (2 415) 8. Wimmelburg (1 206) |